# Simha Arom

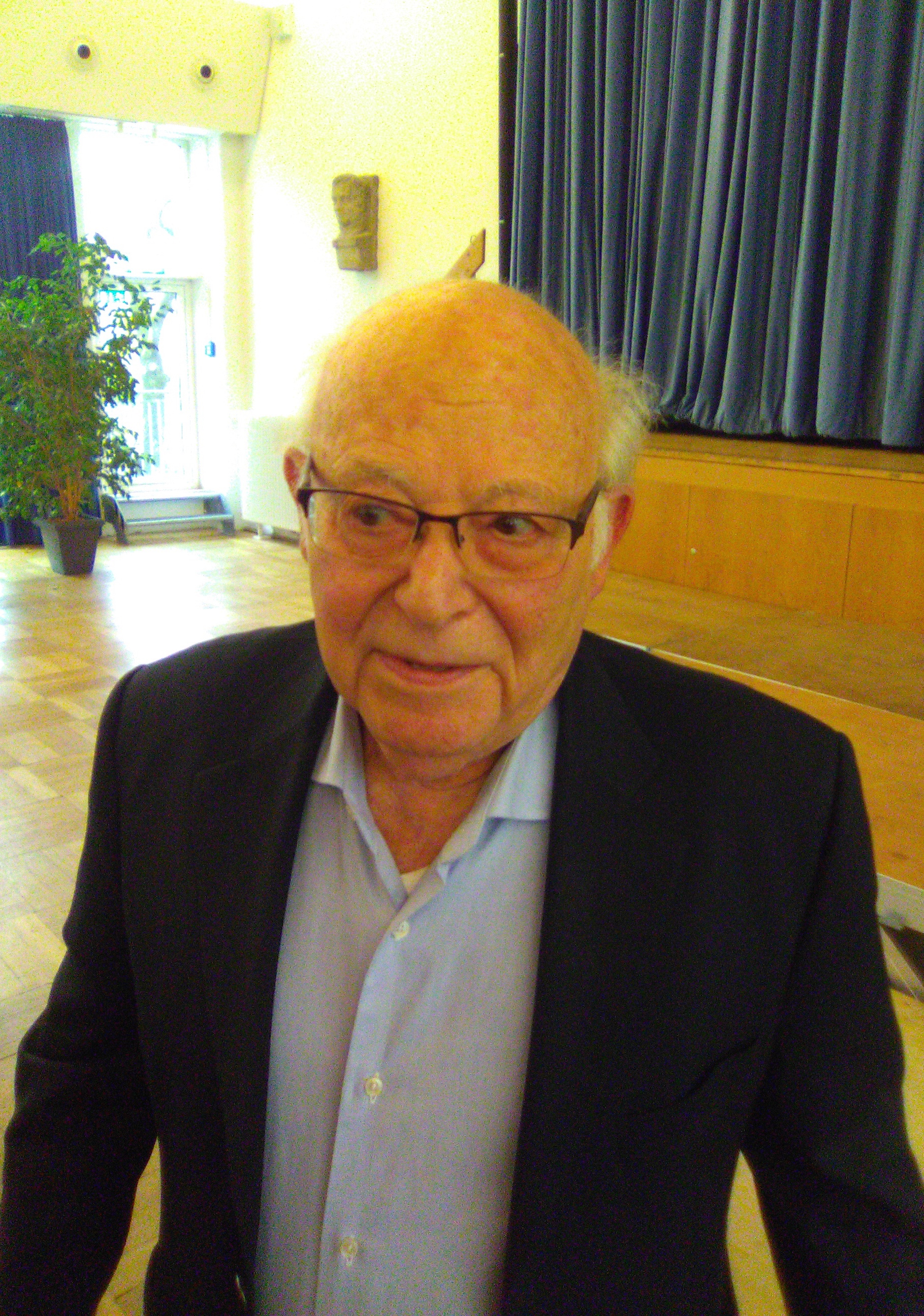
Simha Arom 2016

Simha Arom (* 16. August 1930 in Düsseldorf) ist ein französisch-israelischer Musikethnologe. Er hat sich auf die polyphone und polyrhythmische Musik der Zentralafrikanischen Republik spezialisiert und analysierte die orale Musiktradition der dortigen Pygmäen.

## Leben
Arom studierte von 1951 bis 1954 Waldhorn am Conservatoire de Paris, danach ging er nach Jerusalem und war von 1958 bis 1963 als erster Hornist bei der Israel Broadcasting Authority angestellt. 1963 gründete er in der zentralafrikanischen Hauptstadt Bangui das Nationalmuseum Musee National Boganda, dessen Direktor er bis 1967 blieb. In dieser Zeit betrieb er Feldforschung bei den Pygmäen. Seine zusammen mit Geneviève Taurelle aufgenommene LP The Music of the Ba-Benzélé Pygmies, die 1966 erschien und polyphone Gesänge mit der Eintonflöte hindewhu enthält, erlangte großen Einfluss unter westlichen Musikern, die sich von den einzigartigen Klängen inspirieren ließen.
Anschließend kehrte er nach Paris zurück und studierte von 1968 bis 1973 an der Sorbonne bei Jacques Chailley Musikethnologie. Ab 1968 war er Mitglied im Centre national de la recherche scientifique (CNRS). Seit 1993 hielt er Vorlesungen am École des Hautes Études en Sciences Sociales in Paris. An der Universität Tel Aviv hatte er von 1979 bis 1983 die Position eines Associate Professors inne, zugleich war er 1980 bis 1982 musikalischer Direktor am öffentlich-rechtlichen israelischen Rundfunk. 1998 wurde er als ordentliches Mitglied in die Academia Europaea aufgenommen.
Am 9. November 2016 nahm Arom als Zeitzeuge an der offiziellen Gedenkveranstaltung der Landeshauptstadt Düsseldorf an die Pogromnacht teil.

## Preise und Auszeichnungen
- 1971, 1978 und 1985 Grand Prix du Disque der Akademie Charles Cros
- 1992 ASCAP Deems Taylor Award für Literatur zur Musik
- 2008 Fumio Koizumi Preis für Musikethnologie
- 2008 Preis der Fondation Fyssen (dotiert mit 60.000 Euro)

## Werke
- African Polyphony and Polyrhythm: Musical Structure and Methodology. 1991, ISBN 0-521-24160-X.
- mit Frank Alvarez-Péreyre: Précis d’ethnomusicologie. CNRS Éditions, 2007
- Eine Blaskapelle in Zentralafrika. Wie ein Musikethnologe die wundersamen Polyphonien der Aka-Pygmäen entdeckt. Aus dem Französischen übersetzt und herausgegeben von Catherine und Andreas Girbig. Lit Verlag, Münster/Berlin 2020, ISBN 978-3-643-25003-2.